# 훌다 클락
훌다 클락(훌다 레게 클락)(Dr. Hulda Regehr Clark, 1928년 10월 18일 ~ 2009년 9월 3일)은 자연요법사, 저자, 그리고 대체의학 개업의였다. 클락은 인간의 모든 질병은 기생충의 감염과 관련이 있었으며 또한 역시 암과 에이즈를 포함한 모든 질병을 그녀가 마케팅한 전기기계장치로 그것들을 재핑, 이러한 기생충들을 제거함으로써 고칠 수 있다고 주장했다. 클락은 미국에서의 그녀의 치료 방법들과 운영한 클리닉을 기술한 몇 권의 책들을 썼다. 일련의 법적인 어려움과 연방 무역 위원회의 조치에 따라 그녀는 멕시코의 티와나로로 옮겨 가서 Century Nutrition Clinic을 운영했다..

클락의 주장과 고안된 장치들은 관계자들인 연방 무역 위원회와 식약청부터 대체의학자, 이를테면 앤드루 와일에 이르기까지 과학적으로 발견되지 않은 "기괴한" 그리고 잠재적으로 사기성을 띈다고 받아들여지지 않았다. 클락은 2009년 9월 3일 다발성 골수종(혈액과 뼈에 발생하는 암)으로 사망했다.

## 경력
클락은 캐나다 싸쓰카차완 대학에서 생물학을 공부하기 시작했으면 우수한 성적으로 학사와 석사학위를 받았다. McGill대학에서 2년간의 공부 뒤에 생물물리학과 세포생리학을 연구하는 미네소타 대학에 공부를 했다. 1958년 미네소타 대학에서 박사학위를 받았으며 그녀의 자서전격인 약력에는 생리학 학위라고 말하고 있다 그러나 대학원 박사 학위 등록(미네소타 대학 재학 1956년 7월에서 1966년 6월)에는 그녀는 주전공은 동물학 그리고 부전공은 식물학이라고 기술되어 있으며 논문의 제목은 "가재 근육의 철성분 밸런스에 관한 연구; 세포질의 칼륨의 두개의 격벽에 대한 흔적"였다.
1979년에 클락은 정부지원 연구에서 떠나 개인적인 상담과 자신의 연구를 시작했다. 2002년부터 그녀가 사망할 때까지 멕시코 티와나에서 Century Nutrition Health Clinic를 운영했다. 그곳에서 그녀의 집중대상은 주로 말기 암환자였었다. 그러는사이에 그녀와 아들 제프는 그녀의 환자와 다른 이들이 이용하는 식당, 자신의 출판사, 그리고 그녀의 발명품들을 파는 "self-health" 상점 사업들을 따로 분리해 소유했다. 그녀의 아들은 계속해서 "self-health"상점을 운영하고 있다. 그녀는 The Cure of All Cancers, The Cure for HIV/AIDS 그리고 The Cure For All Diseases를 포함해서 몇 권의 책들을 출판했다. 민사법원의 기록에 의하면 그녀의 책은 2002년까지 7백만불의 판매고를 올렸다고 한다, 그러나 그녀는 그 액수에 대해서 반론하였다.
그녀는 연방 교육부에 의해서 인정된 어떠한 신임기관으로부터도 충분한 신임을 받지 않는 학교인 Clayton College of Natural Health (지금은 존재하지 않음)에서 자연요법 학위를 취득했다.

## 치료법에 대한 주장
클락에 따르면 모든 병은 면역체계에 해를 입히는 외부의 유기체와 오염물질에 의해 발생한다고 한다. 그녀는 섭생과 환경으로부터 생기난 오염물질을 제거하는 동안 허브 치료법과 전기쇼크요법을 사용하여 몸에서 기생충과 박테리아 그리고 바이러스를 제거함으로써 모든 병들은 치료될 것이라고 주장한다.
그녀의 책, The Cure For All Cancers에서 그녀는 와충(흡충: Fasciolopsis buski)에 의해서 모든 암이 발생한다고 가정하고 있으나 이 흡충은 미국과 유럽에는 없고 주로 인도나 중국일부, 베트남 그리고 다른 동남아시아 그리고 오직 사람들이 수중 식물로 만든 익히지 않은 음식이나 돼지가 가까이 살고 있는 시골지역에만 오로지 발견된다. 클락은 또한 HIV는 웜바이러스이며 그것은 에이즈의 원인이다 라고 말하고 있다: " 나는 모든 경우의 HIV나 알츠하이머 병에서 그것을 발견했다. 이 기생충없이는 당신은 HIV에 감염될 수 없다." 클락에 따르면 우울증은 hookworm에 의해서 발생한다. 간질과 발작은 칼슘과 중금속이 결집돼 뇌가 부어서 발생하며 딸기와 닭과 계란에서 발견되는 자연 색소인 말빈의 의해서도 발생한다. 클락은 모든 병을 실제로 고칠 수 있다고하며 이에 반해 암이나 에이즈 같은 병들에 대한 기존의 치료법은 증상을 완화를 단지 목표로 하고 있다고 주장하고 있다. "에이즈 퇴치"란 책에서는 그녀를 첫 번째 돌팔이 에이즈 치료자라고 기술하고 있다. 데이비드 암린의 웹사이트에는 그녀의 치료법은 " 의학적이거나 심리학적인 상태들에 대한 치료법으로 처방된 게 아니며" 그리고, "....여기있는 대략적인 치료법들은 어떤 기존의 치료법의 형태를 대체하거나 교체될 수 있다고 생각하는 것은 아니다."라는 안내문이 있다. 그럼에도 불구하고 클락은 그녀의 치료법들을 표준 의학 치료법에 대한 대용으로 사용할 것을 변호한다: "이것은 수술과 방사치료 그리고 화학요법 예약 날짜를 취소할 수 있다는 것을 의미합니까? 예! 이러한 처방으로 당신의 암을 치료한 후에는 그것은 다시 재발 할 수 없습니다.... 종양을 다루는 사람들은 친절하고 세심하며 자비심 있는 사람들임을 기억하세요. 그들은 당신에게 최선을 다하기를 원합니다. 그들을 위해 암의 원인과 치료의 책이 출판되지 않았기 때문에 그것에 관해 알 수 있는 방법이 없습니다."
그녀의 치료법의 효과에 관하여 그녀는 "이 방법은 어떠한 형태의 암이거나 그것이 얼마나 말기이거나 간에 암을 멈추게 하는데 100% 효과가 있다. 또한 이 방법은 당신에게 역시 효과를 발휘한다. 만약 당신이 그 처방대로 따라할 수 있다면." 라고 적었다.

## 주요 치료법과 원리
- 식이 요법 : 클락은 음식과 영양제들은 이를테면 중금속, 제조과정의 부산물, 찌꺼기 그리고 형틀등의 오염물질로 오염되었다.
- 동종요법학 : 클락에 따르면 신과학 그것은 전기 아날로그 동종요법이다. 그녀는 물질의 전기적 특징은 원본 물질을 복사하는 병에 전송될 수 있으며 그것은 무한정으로 복사될 수 있다.
- 간청소 : 그녀는 간청소 치료법을 주장했다. 이 방법은 간과 담즙관에서 담석과 기생충들 제거할 수 있다고 했다. 이 방법은 금식, 엠솜염 과 혼합 올리브 오일 그리고 그레이프루트주스가 사용한다.
- 기생충 : 클락은 사람들은 많은 문제들을 일으키는 기생충들을 지니고 있다고 말했다. 그녀는 기생충들을 제거하는 허브치료법이나 재퍼장치같은 전기치료법에 대해 기술했다.
- 싱크로미터 : 클락이 발병한 생물공명 장치는 ppq ( 10의 15승 분의 1)까지 물질 속의 오염물질을 감지한다고 한다.
- 재퍼 : 특별한 주파수로 신체에 낮은 직류전류 펄스를 통과시키기 위해 고안된 장치. 클락은 재퍼는 바이러스, 박테리아, 기생충을 죽인다라고 말했다. 단, 부정맥때문에 고통받는 심장박동조절기를 단 환자는 재퍼 때문에 지장을 초래할 수 있다.

## 연방 무역 위원회와 식약청의 조치
연방 무역 위원회가 Dr. Clark Research Foundation에 대한 항의를 들고 나왔다. 왜냐하면 말기 암환자에 대한 싱크로미터, 슈퍼재퍼 디럭스와 Dr. Clark의 새로운 21일 프로그램 의 효과에 관한 주장때문이었다. 2004년 11월 이 사건은 명문화된 판결로 나오게 되었다. 이 사건에 대한 판결은 그러한 장치에 대한 수 많은 항의가 발생하는 것을 중지시키기 위해 재단의 운영자에게 그러한 기구들을 구매한 자에게 환불을 해라고 명령했다. 식약청 불법단속국장은 Clark의 기구들은 사기성이 있는 것 같다고 발표했다.

### 인디아나 사건
1993년 클락이 인디아나 주에서 살면서 진료를 할 적에 한 과거 환자가 인디아나 법무장관에 투서를 하였는데 인디에나 보건부의 조사관과 법무차관은 함정조사의 일환으로 익명으로 그녀의 사무실을 방문했다. 클락은 조사관을 검사하더니 그에게 그가 HIV바이러스가 있다고 얘기했다. 그러나 그는 암은 없다고 했다. 그녀는 3분 안에 그의 HIV를 고칠 수 있다고 하고는 또 앞으로 6번의 내진을 받지 않으면 다시 그것이 원상태로 될 것이라고 말했다. 그리고 그녀는 한 실험실에 혈액검사를 의뢰했다. 비밀 조사관의 신분을 알자 클락은 그녀가 그들에게 말한 모든 것은 "실수"였다라고 진술했다. 이틀 뒤 그녀는 주거지에서 자취를 감추웠다.
6년 뒤, 1999년 9월, 클락은 캘리포니아 샌디에고에서 거주하다가 인디아나 주의 지명 수배에 의거하거 체포되었다. 클락에 따르면 이 사건은 그녀가 처음 그 고발에 대해 알게 된 때였다고. 그녀의 변호인은 그녀의 체포이전에 긴 집행유예에 대해 항의했다. 하지만 검사는 "그녀가 주정부로부터 조사를 받고 있다고 알았을 때" 그녀는 인디아나주에서 도망갔다식으로 말했다. 그리고 지방 경찰청은 그녀를 찾는데 기여할 정보를 제한했다고 했다. 그녀는 인디아나로 가서 법정에 섰으며 그곳에서 무면허 진료행위로 고발당했다. 그 사건은 나중에 그녀가 속결재판에 받지 못하자 기각되었다. 배심원 평결은 고발의 공과를 중점을 두지 않고 단지 집행유예가 그녀가 제기할 수 있는 능력에 손상을 입힐 지와 속결재판에 대한 권리만 쟁점으로 삼았다.

### 멕시코 사건
2001년 2월, 멕시코 당국은 클락의 Century Nutrition Clinic을 조사했고 그녀의 클리닉이 미등록이었고 무면허 진료로 인하여 폐업을 명령했다. 멕시코 당국은 재개업을 허락할 것으로 발표했으나 대체의학 치료법을 제공하는 것은 금지시켰다. 그녀의 클리닉은 또한 160,000페소($18,000)의 벌금을 받았다. 그리고 클락은 멕시코에서 심지어 상담사로도 일할 수 없도록 추방당했다. 그러나, 2003년 샌디에고 연합 트리뷴 신문은 클락이 그 클리닉에서 계속 일했다는 증거가 있다고 보도했다.

## 주장과 비판에 대한 평가
훌다 클락은 그녀의 과학적 타당성이 결핍한 주장과 에피소드식의 증명으로 인해 비판 받아왔다. 저명한 자연요법 의사인 조셉 피조르노는 그녀의 주장을 평가했고 그녀의 책은 오로지 그녀의 싱크로미터에 기초한 암 진단한 환자와 기존 방식으로 진단된 암 환자를 섞어놨다는 것을 발견했다. 의학적으로 판명된 암환자는 클락의 치료법에 반응하지 않았다, 반면에 그녀가 싱크로미터를 사용해서 진단한 환자들은 치료되었다. 피쪼르노는 클락의 치료법은 효과가 없으며 클락이 추천한 치료법은 실재로 공중 위생법의 위험을 보여준다고 결론을 내렸다.
스위스의 암에 대한 상호보완 대체 치료법을 연구하는 단체는 클락의 치료법을 고려하려는 암환자들에게 강력한 경고를 했다.
"훌다 클락이 제안한 치료법을 포함해 그녀의 여하 논제들과 권고에는 과학적 기초가 없다. Fasciolopsis buskii기생충은 사실 존재한다, 단지 아시아에 한하며, 그래서 우리나라에서 감염은 제외된다. 결과적으로 이 기생충은 서양의 여러나라에 있는 많은 암 종류의 원인으로 생각하지 않는다. 많아야 아시아 여러 나라의 간암의 몇가지 원인으로는 될 수 있을지도 모른다(그리고 단지 이러한 형태에 대해서만). 총괄해서 보면 클락의 여하 논제는 이해할 수가 없으며 증명된 것도 아니다. 개별적인 경우들에서 그녀의 충고는 너무 광범위하고 비용이 많이 든다. 그러므로 만약 환자들이 초지일관으로 그녀의 치료법을 적용하지 않으면 그리고 그들의 병이 계속 진행한다면 그들은 현재 보여지고 있는 클락의 비효과적인 치료법보다 초지일관하지 않는 자신으로 인하여 자신을 비난하는 좋지 않는 상황으로 치닫고 있다."
저명한 대체 의학 지지자인 앤드루 와일은 클락의 기괴한 주장을 받쳐주는 어떠한 연구도 없었다. 그리고 그녀가 치료했다는 그 암환자가 암에 걸린 적이 있는지 아닌지가 불명확하다 라고 말했다.
2002년 샌디에고 연합 트리뷴 신문은 클락과 그녀의 아들 제프는 한 식당을 운영하고 Clark's Tijuana Clinic의 환자들에게 집을 임대시켰다고 보도했다. 그 기사는 딸이 척추근육위축증을 앓고 있는 한 부부에 대해서 얘기했는데 딸은 10달동안 치료를 받았으며 비용으로 대략 $30,000을 지불하고 호전도 없었다라고 말하고 있다. 그러한 비용과 호전이 안됨에도 불구하고 그 부부는 클락은 그 애의 완치가 가까워졌다고 주장하고 치료를 중지하면 그 애에게 위험할 것이라고 말했다고 했다. 그 환자의 엄마는 "사람들은 왜 우리가 이렇게 오랫동안 머무는지 이해를 못해요, 하지만 클락은 우리를 먹이로 하는 좋은 한 건을 올렸다"라고 덧붙였다. 그리고 반면에 클락은 환자의 신변보장에 근거하여 그 부모의 주장에 대해 답변할 수 없었다고 진술하면서 대체로 그들의 진술을 부인했다.